# Philipp Karl von Arberg
Graf Philipp Karl von Arberg (frz. Charles Philippe Alexandre d'Arberg de Valangin) (* 1776; † 1814) war ein deutsch-österreichischer Adeliger und französischer Präfekt des Departements der Wesermündungen.

## Leben
Arberg stammte aus der illegitimen Nebenlinie Aarberg-Valangin des uradeligen Hauses der Grafen von Neuenburg das in der heutigen Westschweiz beheimatet war. Er war der Sohn von Nicolaus Graf von Arberg (1736–1813) und Valentin und der Franziska von Arberg (1756–1836), die aus dem fürstlichen Hause Stolberg-Gedern stammte. Sie war eine Tochter des Gustav Adolf zu Stolberg-Gedern.
Arberg wurde nach 1804 Kammerherr von Napoléon I. und Ritter der Ehrenlegion. Ende 1810 wurde er Präfekt des am 1. Januar 1811 errichteten Departements der Wesermündungen (frz. Département des Bouches du Weser) des Kaiserreichs Frankreich.
Arberg residierte in Bremen im Eelkingschen Haus am Domshof und danach im Eschenhof an der Domsheide. Er wohnte auch im Landsitz Gut Landruhe in Horn. Er soll ein fleißiger und einsichtsvoller Beamter gewesen sein und  auch zum Wohl der Hansestadt Bremen gewirkt haben. Als Präfekt war er aber stark von den Verordnungen und Erlassen Frankreichs abhängig. Die Niederlagen Napoleons im Russlandfeldzug von 1812 führten im Frühjahr 1813 zu Unruhen im besetzten Deutschland. So wurde am 15. März 1813 die Kutsche des Präfekten bei Brinkum überfallen und geplündert. Arberg musste am 17. Oktober 1813 fliehen. Nach seiner Flucht übernahm der bisherige Unterpräfekt Johann Pavenstedt die Präfektur bis zur Auflösung des Departements (1814) nach den Siegen der Alliierten über Napoleon.